# Jana Šmidáková
Jana Šmidáková (Ostrava, Checoslovaquia, 6 de noviembre de 1983) es una deportista española que compitió en piragüismo en la modalidad de aguas tranquilas.
Ganó cinco medallas en el Campeonato Mundial de Piragüismo entre los años 2003 y 2009 y cinco medallas en el Campeonato Europeo de Piragüismo entre los años 2004 y 2012.
Participó en los Juegos Olímpicos de Atenas 2004 y Pekín 2008, finalizando quinta en la prueba de K4 500 m en ambas ediciones.
Aunque nació en Checoslovaquia, ha residido desde la infancia en Oviedo (Asturias).

## Palmarés internacional
| Campeonato Mundial | Campeonato Mundial           | Campeonato Mundial | Campeonato Mundial |
| Año                | Lugar                        | Medalla            | Competición        |
| ------------------ | ---------------------------- | ------------------ | ------------------ |
| 2003               | Gainesville (Estados Unidos) | Medalla de plata   | K4 200 m           |
| 2003               | Gainesville (Estados Unidos) | Medalla de bronce  | K4 500 m           |
| 2005               | Zagreb (Croacia)             | Medalla de plata   | K2 200 m           |
| 2005               | Zagreb (Croacia)             | Medalla de bronce  | K4 200 m           |
| 2009               | Dartmouth (Canadá)           | Medalla de bronce  | K4 500 m           |
| Campeonato Europeo |                              |                    |                    |
| Año                | Lugar                        | Medalla            | Competición        |
| 2004               | Poznań (Polonia)             | Medalla de oro     | K4 200 m           |
| 2004               | Poznań (Polonia)             | Medalla de bronce  | K4 500 m           |
| 2008               | Milán (Italia)               | Medalla de bronce  | K4 500 m           |
| 2010               | Corvera (España)             | Medalla de bronce  | K4 500 m           |
| 2012               | Zagreb (Croacia)             | Medalla de bronce  | K2 1000 m          |